# Busan International Finance Center
Il Busan International Finance Centre è un grattacielo situato a Busan, capitale della Corea del Sud. Costruito tra il 2011 nel 2014 e con 63 piani e un'altezza di 289 m, è il terzo edificio più alto a Busan e il quinto più alto in Corea del Sud.